# 福島市立飯野小学校
福島市立飯野小学校（ふくしましりつ いいの しょうがっこう）は、福島県福島市にある公立小学校である。

## 概要
1995年度に旧飯野町立飯野小学校と飯野町立明治小学校の両校を統合して飯野町明治地区遠久内の高台に設立。校章は町民から広く募集したもので飯野町および校名の「いいの」を原形とし、左右の「い」の部分は、翼を意味し、「の」は円滑なコミュニケーションを表し「国際化社会の中で心豊かでたくましく育つ児童」を表現。
2021年度より福島市立青木小学校、福島市立大久保小学校の統廃合により福島市南東部の飯野地域唯一の小学校となり、地域全域を通学区域とするようになった。それまでは飯野地域中心部の飯野町および西部の飯野町明治を通学区域としていた。公立の小学校としては珍しく制服がある。2020年5月1日現在、7学級134名の児童が在籍する。県外出身者からは珍しがられる福島独自の行事として毎年鼓笛パレードを行っており長年多くの市民が待ち望む伝統行事になっている。

## 沿革
- 1873年11月15日 - 学校創立。後に自治体合併を経て伊達郡飯野町立飯野小学校となる。
- 1995年3月 - RC造二階建の校舎と、屋内運動場が竣工する。
- 1995年4月 - 飯野町立飯野小学校〈旧〉は閉校に伴い明治小学校と統合し、飯野小学校〈新〉へ。
- 1995年4月 - 飯野町立明治小学校の廃止に伴い飯野小学校〈旧〉と統合し、飯野小学校〈新〉へ。
- 2008年4月 - 飯野町が福島市に編入され、福島市立飯野小学校となる。
- 2021年4月1日 - 福島市立青木小学校、福島市立大久保小学校の廃止に伴い共に統合される。

## 教育方針
教育目標
「気づき、考え、実行する　子どもの育成」
「深く考える子ども、思いやりのある子ども、たくましい子ども」
小学校の児童数と教員数
| 年度     | 児童総数 | 1年生 | 2年生 | 3年生 | 4年生 | 5年生 | 6年生 | 教員数 | 職員数 |
| -------- | -------- | ----- | ----- | ----- | ----- | ----- | ----- | ------ | ------ |
| 平成24年 | 145人    | 18人  | 25人  | 24人  | 22人  | 25人  | 31人  | 11人   | 1人    |
| 平成25年 | 133人    | 17人  | 19人  | 26人  | 23人  | 23人  | 25人  | 11人   | 1人    |
| 平成26年 | 130人    | 18人  | 17人  | 21人  | 24人  | 26人  | 24人  | 10人   | 1人    |
| 平成27年 | 134人    | 30人  | 18人  | 17人  | 21人  | 24人  | 24人  | 10人   | 1人    |
| 平成28年 | 131人    | 22人  | 29人  | 18人  | 17人  | 22人  | 23人  | 11人   | 1人    |
| 平成29年 | 131人    | 18人  | 23人  | 29人  | 21人  | 18人  | 22人  | 11人   | 1人    |
| 平成30年 | 132人    | 22人  | 18人  | 23人  | 29人  | 21人  | 19人  | 11人   | 1人    |
| 令和元年 | 140人    | 28人  | 22人  | 17人  | 23人  | 27人  | 21人  | 11人   | 1人    |
| 令和2年  | 134人    | 15人  | 28人  | 22人  | 18人  | 24人  | 27人  | 11人   | 1人    |
| 令和3年  | 186人    | 30人  | 24人  | 38人  | 34人  | 28人  | 32人  | 14人   | 1人    |
| 令和4年  | 183人    | 29人  | 31人  | 24人  | 38人  | 35人  | 26人  | 15人   | 1人    |
| 令和5年  | 186人    | 24人  | 30人  | 33人  | 25人  | 38人  | 36人  | 15人   | 1人    |
| 令和6年  | 176人    | 29人  | 22人  | 30人  | 32人  | 25人  | 38人  | 14人   | 1人    |

## 特色
本校の特色として恵まれた教育環境があげられる。
- 校舎は、鉄筋コンクリート2階建てで、大きな時計と丸屋根が美しく映えた造り。
- 普通教室が8、特別教室が7、オープンスペースが2つあり、学習で使用することはもちろん、休み時間には読書をするなど児童の憩いの場になっている。
- 体育館のアリーナの面積は988平方メートルで端から端までは38メートルある。校庭も200メートルトラックを余裕でとることができ、サッカーコートも2面が可能となっている。

## 学校行事
- 4月　入学式・新入生を迎える会・健康診断・交通教室・避難訓練・委員会活動発表会・社会科見学
- 5月　運動会・福島市小学校鼓笛パレード・学校運営協議会・プール清掃
- 6月　新体力テスト・授業参観・プール開き・歯みがき教室・修学旅行(6年生)・救命救急講習・ふれあい集会・職場体験学習
- 7月　宿泊学習(5年生)・日曜参観・水泳記録会・1学期終業式・飯野町夏祭り歩行者天国鼓笛パレード
- 8月　2学期始業式
- 9月　音楽祭・小中合同奉仕作業・避難訓練・健康診断・交通教室
- 10月　陸上大会壮行会・飯野地元学フィールドワーク・防災訓練・学習発表会
- 11月　持久走記録会・書き初め教室・マラソン大会・手作り教室
- 12月　小中スポーツ交流・2学期終業式
- 1月　3学期始業式
- 2月　学力テスト・幼保小交流・縄跳び記録会・入学説明会・授業参観・鼓笛隊移杖式
- 3月　6年生を送る会・3.11追悼集会・謝恩会(6年生)・卒業式・3学期終業式・離任式

## 児童会活動・クラブ活動など
- 運動クラブ
- 科学クラブ
- 飯野伝統クラブ
- ボードゲームクラブ（囲碁や将棋、オセロなどを行う）
- イラスト・パソコンクラブ

## 表彰
本校の取り組みが表彰されている。
- 日本教育公務員弘済会から奨励賞を受賞（2023年度）
- 福島市公立学校教職員研究報告会（市教育委員会主催）において優秀賞を受賞（2024年度）

## 通学区域
- 飯野地域
  - 飯野町
  - 飯野町明治
  - 飯野町青木
  - 飯野町大久保[2]

## 進学先中学校
- 福島市立飯野中学校[3]

## 学区 / 校区内の主な施設
- 国道114号
- 福島県道40号飯野三春石川線
- 福島県道51号霊山松川線
- 福島市役所飯野支所
- 福島市飯野学習センター
- 福島市飯野UFOふれあい館

## 交通
- JR福島駅より福島交通路線バス飯野行乗車、後川バス停下車[4]。